# Богуміл Павловський
Богуміл Павловський (пол. Bogumił Pawłowski, 1898—1971) — польський ботанік, член Польської академії наук, професор Ягеллонського університету, директор Інституту ботаніки Академії наук у Кракові. 

## Діяльність
Його інтереси включали систематику рослин, флористику, фітогеографію та фітосоціологію. Він був автором або співавтором понад 100 статей у галузі ботаніки, таких як Flora Polska (разом з Владиславом Шафером і Станіславом Кульчинським), що описує рослинність Польщі. Він також був регіональним радником для Польщі в проекті Flora Europaea.
Разом з Владиславом Шафером він редагував і розповсюджував Rośliny Polskie wydawnictwa rozpoczętego przez M. Raciborskiego Seria II. Plantae Poloniae exsiccatae ab Instituto et Horto Botanico Universitatis Jagellonicae edita (1930–1939). Наступну серію Rośliny Polskie. Plantae Poloniae exsiccatae Seria II ab Instituto Botanico Universitatis Jagellonicae et Instituto Botanico Academiae Scientiarum Polonae edita (1957–1961) спільно редагували Ян Корнась і Адам Ясевич.